# ARA Santísima Trinidad (1974)
ARA Santísima Trinidad – argentyński niszczyciel rakietowy brytyjskiego typu 42, zbudowany w Argentynie, wodowany w 1974 roku. Był jednym z dwóch niszczycieli tego typu Marynarki Wojennej Argentyny. Wszedł do służby w 1981 roku, po czym wziął aktywny udział w wojnie o Falklandy. Nosił numer burtowy D-2. W połowie lat 90. wycofany z czynnej służby, istniał nadal w latach 20. XXI wieku.
Wyporność pełna okrętu wynosiła 4100 ton angielskich, napędzały go turbiny gazowe, pozwalające na osiąganie prędkości do 30 węzłów. Główne uzbrojenie stanowiła wyrzutnia pocisków przeciwlotniczych obrony strefowej Sea Dart, wyrzutnie pocisków przeciwokrętowych Exocet, jedno działo uniwersalne kalibru 114 mm oraz śmigłowiec pokładowy.

## Zamówienie i budowa
Na przełomie lat 60. i 70. XX wieku Argentyna rozpoczęła program rozwoju ilościowego i unowocześnienia marynarki wojennej, która do tej pory składała się z okrętów pochodzących z okresu II wojny światowej. W jego ramach 18 maja 1970 roku Argentyna zawarła umowę z brytyjskim koncernem Vickers na budowę dwóch najnowocześniejszych wówczas niszczycieli rakietowych typu 42, skonstruowanych dla Marynarki Brytyjskiej. Pierwszy z nich – „Hércules” miał być zbudowany w Wielkiej Brytanii, a drugi „Santísima Trinidad” z brytyjską pomocą  w Argentynie.
Stępkę pod budowę „Santísima Trinidad” położono w stoczni AFNE (Astilleros y Fábricas Navales del Estado) w Rio Santiago 11 października 1971 roku. W związku z koniecznością transferu technologii i mniejszym doświadczeniem przemysłu budowa w Argentynie trwała znacznie dłużej, niż pierwszego okrętu budowanego w Wielkiej Brytanii, i wodowano go po trzech latach, 9 listopada 1974 roku. W trakcie wyposażania, 22 sierpnia 1975 roku, okręt został uszkodzony przy nabrzeżu stoczni przez płetwonurków grupy partyzanckiej Montoneros w rocznicę masakry pojmanych członków grup antyrządowych w bazie marynarki w Trelew w 1972 roku. Podpłynęli oni kajakiem i podłożyli podwodne ładunki wybuchowe. Okręt od wybuchu i wstrząsu doznał uszkodzeń kadłuba i urządzeń elektronicznych.
Po długim okresie wyposażania połączonego z naprawą uszkodzeń niszczyciel został wcielony do służby w lipcu 1981 roku. Otrzymał historyczną dla argentyńskiej marynarki nazwę „Santísima Trinidad” (Trójca Przenajświętsza), noszoną przez brygantynę z czasów walk o niepodległość Argentyny w latach 1815–1816, z zespołu okrętów admirała Browna (w skład którego wchodziła też fregata „Hércules”). Klasyfikowany był jako niszczyciel rakietowy (Destructor Misilístico). Nosił numer burtowy D-2 (zapisywany na burcie samą cyfrą).

## Opis

### Konstrukcja i opis ogólny
Okręty argentyńskie odpowiadały konstrukcją wczesnym brytyjskim niszczycielom typu 42 pierwszej serii. Miały gładkopokładowy kadłub z grupą nadbudówek na śródokręciu i hangarem oraz lądowiskiem dla śmigłowca na rufie. Na pokładzie dziobowym umieszczona była wieża armaty uniwersalnej kalibru 114 mm, a za nią dwuprowadnicowa wyrzutnia pocisków przeciwlotniczych Sea Dart. Charakterystycznym elementem sylwetki okrętów tego typu były dwa radary kierowania ogniem w kopułkowatych dielektrycznych obudowach z tworzywa na dachu nadbudówki dziobowej i rufowej oraz pojedynczy opływowy komin na śródokręciu. Unikalną cechą jednostek argentyńskich były boczne wyloty spalin w górnej części komina, jak w prototypowym „Sheffieldzie”, zastosowane z nadzieją zmniejszenia śladu termicznego okrętu, z których zrezygnowano w dalszych brytyjskich okrętach.
Wyporność standardowa okrętów argentyńskich wynosiła 3150 ts, a pełna 4100 ts (ton angielskich). Długość wynosiła 125,6 m, szerokość 14,3 m, a zanurzenie 5,8 m. Załoga liczyła 280 ludzi.

### Uzbrojenie
Główne uzbrojenie rakietowe stanowiła jedna dwuprowadnicowa wyrzutnia pocisków przeciwlotniczych obrony strefowej Sea Dart Mk 30 z zapasem 22 pocisków. Miały one zasięg do 40 km i możliwość zwalczania celów na wysokościach od 100 do 18 300 m (inne dane wskazują na zasięg do 65 km i pułap minimalny 30 m). Miały też ograniczone możliwości zwalczania celów nawodnych w odległości 25–30 km. Argentyńskie okręty otrzymały ponadto w odróżnieniu od brytyjskich okrętów cztery pojedyncze kontenerowe wyrzutnie pocisków przeciwokrętowych MM 38 Exocet, o zasięgu 42 km. „Santísima Trinidad” wszedł już z nimi do służby; początkowo umieszczone były na dachu hangaru, a następnie na początku 1982 roku przeniesione po dwie na pokład nadbudówki po bokach komina.
Uzbrojenie artyleryjskie stanowiła jedna automatyczna armata uniwersalna Vickers Mk 8 kalibru 4,5 cala (114 mm), o długości lufy 55 kalibrów. Szybkostrzelność wynosiła do 25 strz./min, masa pocisku 21 kg, a donośność skuteczna do 22 km. Uzupełniały ją dwa działka automatyczne 20 mm Oerlikon Mk 7 na skrzydłach mostka oraz dwa wielkokalibrowe karabiny maszynowe kalibru 12,7 mm.
Broń podwodną stanowiło sześć wyrzutni torpedowych ILAS 3 kalibru 324 mm (dwie potrójne). Wystrzeliwano z nich torpedy przeciw okrętom podwodnym Whitehead A 244/S, o zasięgu do 7 km. Wczesne publikacje wspominały o amerykańskich torpedach Mk 46.
Okręt mógł przenosić jeden śmigłowiec do zwalczania okrętów podwodnych. Argentyna zakupiła dla okrętów tego typu dwa brytyjskie śmigłowce przeciwpodwodne Westland Lynx HAS Mk 23, z których na „Santísima Trinidad” używany był śmigłowiec o znakach 3-H-141, lecz doznał awarii silnika 22 maja 1982 roku nad lądem i awaryjnie lądował, po czym nie został wyremontowany. Następnie używany był francuski lekki śmigłowiec SA-319B Alouette III. Mógł przenosić dwie torpedy Mk 44 przeciw okrętom podwodnym lub dwa pociski kierowane AS.12.

### Wyposażenie
Argentyńskie okręty różniły się w niewielkim stopniu od brytyjskiego pierwowzoru zestawem wyposażenia radioelektronicznego. Stanowiły je radary: Type 965P (dozoru powietrznego), Type 992Q (wykrywania nawodnego i celów niskolecących), Type 1006 (nawigacyjny). Ponadto, do kierowania ogniem systemu Sea Dart służyły dwa radary Type 909 w kopułkowatych obudowach na dachu nadbudówki dziobowej i rufowej. Radar Type 965P dozoru powietrznego z dużą podwójną anteną materacową AKE-2 znajdował się na dachu nadbudówki dziobowej, a radar Type 992Q na maszcie rufowym. W przeciwieństwie do okrętów brytyjskich, radary nie były następnie wymieniane na nowsze. Podobnie jak okręty brytyjskie, do wykrywania okrętów podwodnych miały sonary kadłubowe Graseby Type 184M (średniej częstotliwości) i Kelvin Hughes Type 162M (wysokiej częstotliwości).
Okręty miały system informacji bojowej ADAWS-4, następnie modernizowany w Argentynie. Ze środków walki elektronicznej, „Santísima Trinidad” miał system wykrywania emisji radarowej Racal RDL 257, ośmiolufową wyrzutnię zakłócającą Knebworth Corvus oraz holowaną pułapkę przeciwtorpedową Graseby.

### Napęd
Napęd stanowiły cztery turbiny gazowe w systemie COGOG (pracujące rozłącznie), napędzające dwie śruby. Dwie turbiny mocy bojowej Rolls-Royce Olympus TM3B rozwijały moc łączną 50 000 hp (37 300 kW), a dwie turbiny marszowe dla prędkości ekonomicznej Rolls-Royce Tyne rozwijały moc łączną 9900 hp (7400 kW). Prędkość maksymalna wynosiła 30 węzłów. Prędkość ekonomiczna wynosiła 18 węzłów, pozwalająca na uzyskanie zasięgu 4000 mil morskich.

## Służba
ARA „Santísima Trinidad” po wcieleniu do służby został włączony wraz z ARA „Hércules” do 1. Dywizjonu Niszczycieli. Wkrótce po tym, w sierpniu 1981 roku, odbył wizytę w Portsmouth w Wielkiej Brytanii w celu kalibracji systemów uzbrojenia. Ćwiczenia z użyciem uzbrojenia rakietowego na poligonie Aberporth w Walii trwały aż do początku marca 1982 roku.

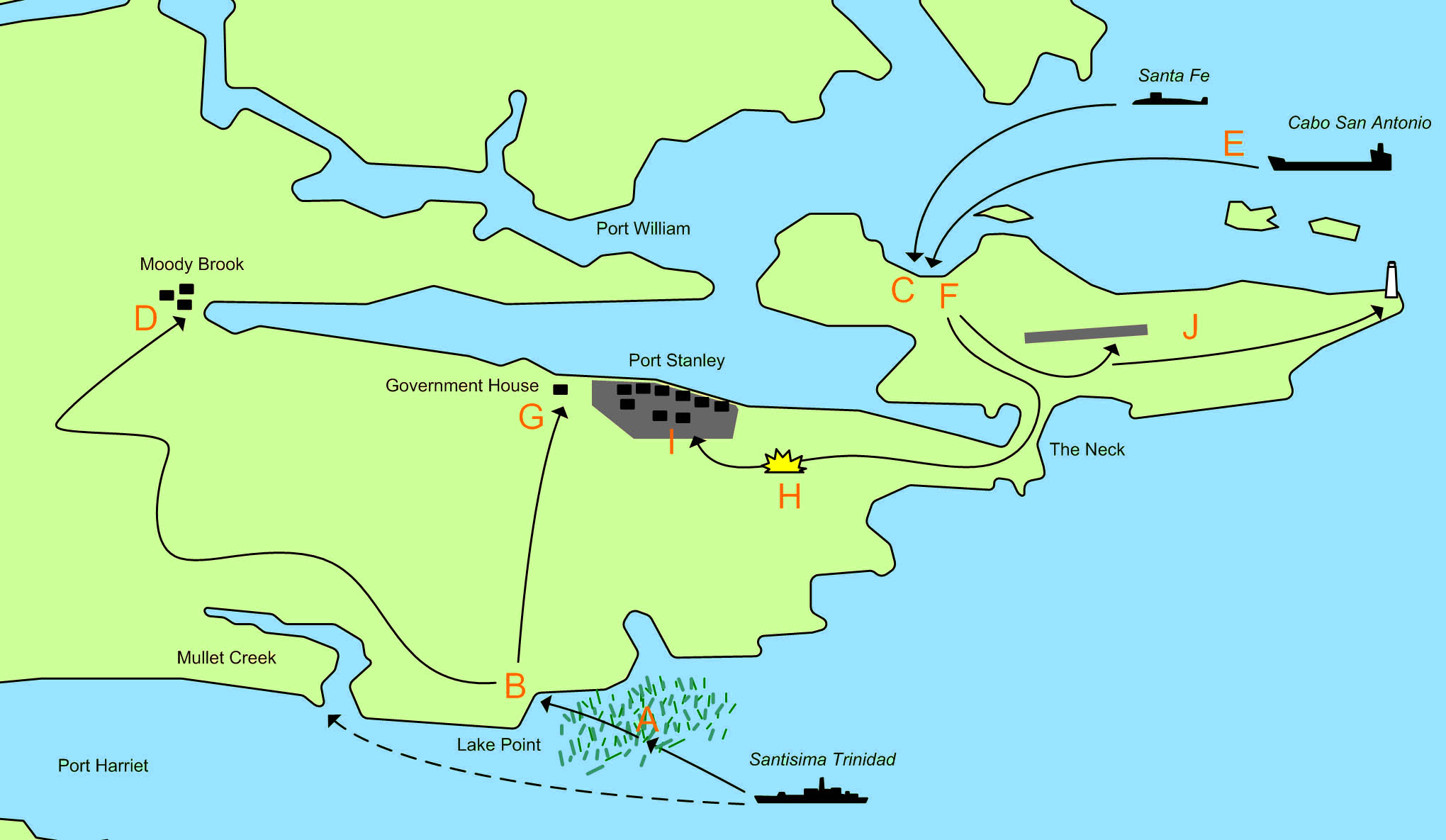
Schemat lądowania pod Port Stanley

Bezpośrednio po powrocie z Wielkiej Brytanii okręt wziął udział w wojnie z Brytyjczykami o Falklandy-Malwiny, poczynając od wypłynięcia 26 marca 1982 roku z zespołem desantowym pod pozorem ćwiczeń z marynarką Urugwaju. „Santísima Trinidad” miał na pokładzie 70 komandosów, którzy jeszcze przed północą 1 kwietnia, dokonali desantu na gumowych łodziach pod Port Stanley w celu zdobycia domu gubernatora i koszar Royal Marines. We wczesnych godzinach 2 kwietnia śmigłowce Westland Lynx obu niszczycieli typu 42 pomagały w dostarczaniu na brzeg dalszych żołnierzy, którzy zdobyli lotnisko, po czym garnizon brytyjski skapitulował. Następnie, na przełomie kwietnia i maja, oba niszczyciele służyły do obrony przeciwlotniczej lotniskowca ARA „Veinticinco de Mayo”. W szczególności 2 maja osłaniały lotniskowiec przygotowujący się do ataku na brytyjską flotę, do którego jednak nie doszło z powodu niekorzystnych warunków pogodowych. Tego samego dnia, po zatopieniu krążownika ARA „General Belgrano”, duże okręty argentyńskie zostały jednak wycofane ze strefy działań z uwagi na zagrożenie ze strony okrętów podwodnych i odtąd niszczyciel nie odegrał większej roli w dalszych działaniach. 22 maja uszkodzeniu uległ jego śmigłowiec. Podczas ataków lotnictwa argentyńskiego na brytyjski zespół desantowy 8 czerwca „Santísima Trinidad” w celu zabezpieczenia operacji usiłował zakłócać łączność między brytyjskimi kontrolerami lotnictwa a myśliwcami Sea Harrier. Po kapitulacji sił argentyńskich na wyspach „Santísima Trinidad” eskortował 19 czerwca na argentyńskich wodach brytyjski transportowiec – liniowiec pasażerski „Canberra” przywożący do Puerto Madryn 4167 jeńców argentyńskich.
Po przegranej przez Argentynę wojnie w latach 1983–1986 okręt przebywał głównie w rezerwie i powrócił do aktywnej służby dopiero w 1988 roku. Z uwagi na brytyjskie embargo na części zamienne i trudność w utrzymaniu okrętów w sprawności, według niepotwierdzonych doniesień, Argentyna próbowała w tym czasie sprzedać oba niszczyciele do Libii, Turcji, względnie Iranu (źródła są rozbieżne). W 1989 roku okręt odbył ostatni rejs operacyjny, po czym był odstawiony w bazie Puerto Belgrano. Dalsze informacje na temat okrętu są skąpe i niepodawane oficjalnie. Do 1996 roku „Santísima Trinidad” została zredukowana w praktyce do statusu hulku, kanibalizowanego na części zamienne dla okrętu bliźniaczego. System Sea Dart był już wówczas niesprawny. Istniały projekty przebudowy niszczyciela na szybki transportowiec, wzorem „Hérculesa”, której jednak nie podjęto.
20 grudnia 2004 roku Sztab Generalny Marynarki zdecydował o wycofaniu okrętu ze służby, demontażu z niego wyposażenia i złożeniu wniosku o jego kasację. Podjęcie decyzji o złomowaniu okrętu opóźniało się m.in. z powodu rozmów z różnymi miastami o ewentualnym przekształceniu okrętu w muzeum. Pozbawiony właściwej konserwacji odstawiony okręt zatonął na płyciźnie przy nabrzeżu w bazie Puerto Belgrano 21 stycznia 2013 roku, przewracając się na lewą burtę. Dopiero w grudniu 2015 roku został podniesiony przez marynarkę i 22 grudnia wprowadzony do doku Arsenału Marynarki Wojennej w Puerto Belgrano. Z uwagi na nieopłacalność remontu marynarka zamierzała go złomować lub zatopić na głębinie. W debacie publicznej proponowano natomiast wyremontować okręt i przekształcić go w muzeum. 17 grudnia 2020 roku Prezydent Argentyny zadekretował o skierowaniu okrętu do kasacji. W grudniu 2021 roku jednakże argentyński sąd apelacyjny w Bahía Blanca zabronił w ramach zabezpieczenia złomowania okrętu jako pamiątki o znaczeniu historycznym.